# Боск-Бенар-Крессі
Боск-Бена́р-Крессі́ (фр. Bosc-Bénard-Crescy) — колишній муніципалітет у Франції, у регіоні Нормандія, департамент Ер. Населення — 361 осіб (2011).
Муніципалітет був розташований на відстані близько 125 км на північний захід від Парижа, 26 км на південний захід від Руана, 45 км на північний захід від Евре.

## Історія
До 2015 року муніципалітет перебував у складі регіону Верхня Нормандія. Від 1 січня 2016 року належав до нового об'єднаного регіону Нормандія.
1 січня 2016 року Боск-Бенар-Крессі, Епревіль-ан-Румуа i Фланкур-Катлон було об'єднано в новий муніципалітет Фланкур-Крессі-ан-Румуа.

## Демографія
Динаміка населення (INSEE ):
Розподіл населення за віком та статтю (2006):
| Стать | Всього | До 15 років | 15-24 | 25-44 | 45-64 | 65-85 | Понад 85 |
| --- | ------ | ----------- | ----- | ----- | ----- | ----- | -------- |
| Чоловіки | 220    | 56          | 28    | 84    | 48    | 4     | 0        |
| Жінки | 176    | 32          | 12    | 76    | 44    | 12    | 0        |
| \| Статево-вікова піраміда \| Статево-вікова піраміда \| Статево-вікова піраміда \| \| ----------------------- \| ----------------------- \| ----------------------- \| \| Чоловіки \| Вік \| Жінки \| \| 0 \| 85 + \| 0 \| \| 0 \| 80-84 \| 0 \| \| 0 \| 75-79 \| 0 \| \| 0 \| 70-74 \| 4 \| \| 4 \| 65-69 \| 8 \| \| 8 \| 60-64 \| 8 \| \| 4 \| 55-59 \| 4 \| \| 20 \| 50-54 \| 4 \| \| 16 \| 45-49 \| 28 \| \| 28 \| 40-44 \| 12 \| \| 12 \| 35-39 \| 24 \| \| 24 \| 30-34 \| 28 \| \| 20 \| 25-29 \| 12 \| \| 12 \| 20-24 \| 4 \| \| 16 \| 15-20 \| 8 \| \| 12 \| 10-14 \| 4 \| \| 28 \| 5-9 \| 20 \| \| 16 \| 0-4 \| 8 \| |        |             |       |       |       |       |          |
| Статево-вікова піраміда |        |             |       |       |       |       |          |
| Чоловіки | Вік    | Жінки       |       |       |       |       |          |
| 0 | 85 +   | 0           |       |       |       |       |          |
| 0 | 80-84  | 0           |       |       |       |       |          |
| 0 | 75-79  | 0           |       |       |       |       |          |
| 0 | 70-74  | 4           |       |       |       |       |          |
| 4 | 65-69  | 8           |       |       |       |       |          |
| 8 | 60-64  | 8           |       |       |       |       |          |
| 4 | 55-59  | 4           |       |       |       |       |          |
| 20 | 50-54  | 4           |       |       |       |       |          |
| 16 | 45-49  | 28          |       |       |       |       |          |
| 28 | 40-44  | 12          |       |       |       |       |          |
| 12 | 35-39  | 24          |       |       |       |       |          |
| 24 | 30-34  | 28          |       |       |       |       |          |
| 20 | 25-29  | 12          |       |       |       |       |          |
| 12 | 20-24  | 4           |       |       |       |       |          |
| 16 | 15-20  | 8           |       |       |       |       |          |
| 12 | 10-14  | 4           |       |       |       |       |          |
| 28 | 5-9    | 20          |       |       |       |       |          |
| 16 | 0-4    | 8           |       |       |       |       |          |

## Економіка
2010 року серед 228 осіб працездатного віку (15—64 років) 181 була активною, 47 — неактивними (показник активності 79,4%, у 1999 році було 69,4%). З 181 активної мешканців працювали 172 особи (91 чоловік та 81 жінка), безробітними було 9 (4 чоловіки та 5 жінок). Серед 47 неактивних 15 осіб було учнями чи студентами, 21 — пенсіонерами, 11 були неактивними з інших причин.

У 2010 році в муніципалітеті числилось 150 оподаткованих домогосподарств, у яких проживали 385,5 особи, медіана доходів виносила 18 399 євро на одного особоспоживача